# Finlands socialdemokratiska kvinnoförbund
Finlands socialdemokratiska kvinnoförbund (finska: Suomen sosialidemokraattinen naisliitto) var en vänsterorganisation för kvinnor mellan åren 1900 och 1923. Man samarbetade nära Finlands socialdemokratiska parti (SDP) och, från början av 1920-talet, med Finlands socialistiska arbetarparti (SSTP). Fram till 1906 hette organisationen Arbetarförbundet (finska: Työläisnaisten liitto).

## Historia

### De tidiga åren
De tidigaste försöken att organisera arbetarkvinnorna i Finland gjordes i slutet av 1880-talet. De första föreningarna var fackliga, men snart startades även politiska. Kvinnoavdelningen i Åbo arbetareförening grundades 1886 och den i Helsingfors året efter. Helsingforsfilialen växte gradvis till ett organiserande centralt organ, som andra vände sig till när man startade nya avdelningar. När ett klart behov fanns av en rikstäckande organisation, upprättade vid sekelskiftet avdelningarna i Helsingfors, Tammerfors och Åbo en förberedande kommitté för ett nytt kvinnoförbund.
Arbetarkvinnoförbundet grundades i Helsingfors den 4–6 juli 1900, med 33 företrädare från 21 avdelningar, varav 14 kvinnofackföreningar och sju kvinnoföreningar. Ida Ahlstedt, som redan varit ordförande i interimkommittén, valdes till första ordföranden. Den etablerade föreningen engagerade sig för bland annat allmän och lika rösträtt, vilket utgjorde organisationens huvudfråga de första åren.
Vid kongressen 1902 diskuterades utöver rösträtten kvinnors skyddslagar, förhållandet till borgerliga kvinnoorganisationer och spritfrågan. Föreningens säte överfördes från Helsingfors till Viborg efter omröstningen, och Hilja Pärssinen från Viborg blev rörelsens mest framträdande figur.
På kvinnoförbundets initiativ startades januari 1903 verksamheten i ungdomsorganisationen Ihanneliitto, (ung. "Idealförbundet"), söndagsskoleklubbar för barn över tio, där det lärdes ut arbetarideologi och där man läste sagor, berättelser och dikter. Tsaren avskaffade emellertid förbundet 1912 som en "militärt organiserad" barnorganisation.
1903 anordnade Arbetarkvinnoförbundet ett allmänt möte för kvinnlig rösträtt på Järnvägstorget i Helsingfors, där 10 000 personer deltog. Det var bara en av många kampanjer som började utvecklas positivt för förbundet. I slutet av 1904 hade förbundet 39 uppdelningar. Under 1905 tredubblades antalet förbundsmedlemmar, (särskilt) på grund av konsekvensen man visade i rösträttsstriden. Mot slutet av 1905 valdes två förbundsmedlemmar, Ida Ahlstedt och Mimmi Kanervo, till strejkkommittén under storstrejken i Finland.

### Åren 1906–1914
Efter rösträttsreformen förnyades även förbundets verksamhet. ett valprogram godkändes och man beslutade att organisera kampen efter valkrets. För att förbereda valdeltagandet hölls en extrakongress 8-10 maj 1906 i Viborg. Organisationen bytte namn till Finlands socialdemokratiska kvinnoförening. I valkampen agerade förbundet med egna kandidater och nomineringsprocessen var framgångsrik eftersom av 13 nominerade kandidater valdes nio socialdemokratiska kvinnor till parlamentet i riksdagsvalet 1907.
1907 var förbundets medlemskap 2 724 , men minskade därefter och 1910 var det nere i 1 101. Det fanns mindre entusiasm för ett separat socialdemokratiskt kvinnoförbund eftersom de mest aktiva kvinnorna fokuserade på parti- och fackföreningsverksamhet. Eftersom fackföreningarna ofta tillhörde SDP, blev kvinnorna på så vis också involverade i partiverksamheten.

### Efter inbördeskriget
Kvinnoförbundet deltog aktivt på den röda sidan under finska inbördeskriget 1918. Många av dem förlorade sina liv eller sina nära och kära. Somliga tvingades fly till Sovjetryssland. En viktig del av efterkrigstidens verksamhet var solidaritetsåtgärder för att hjälpa dem som hålls i fånglägren.
Kvinnoförbundet höll sin kongress i december 1919 samtidigt som SDP-kongressen. Vid tiden fanns det dispyter bland annat om tolkningen av kriget, förbundets krav och förhållande till SDP, men oenigheterna ledde ännu inte till sönderfall. Majoriteten av den valda förbundskommittén var dock tämligen kritisk mot SDP-ledningen.
Kvinnoförbundets vänsterflygel och kommunisternas handlingslinje var inledningsvis oklar. I den leninistiska organisationsmodellen var separata kvinnoförbund helt okända, och exempelvis Hanna Malm, som varit ansvarig för kvinnoarbetet i finska kommunistpartiet sedan augusti 1920, krävde hela kvinnoförbundets upplösning och föreslog kommittéer som ersättning. Många vänsteraktivister i kvinnoförbundet avvisade sådana krav och organisationen fortsatte att verka.
I slutändan eskalerade dispyterna i förbundet hösten 1920, när vänsterns förbundsråd beslöt att uppmana sina medlemmar att gå ur SDP och ansluta sig till SSTP. Minoritetsstödet för SDP lämnade förbundet och grundade 1921 Socialdemokratiska kvinnoföreningen (Sos.-Dem. Naisliitto), vars ordförande blev Miina Sillanpää.
Pressen på kvinnoförbundets avskaffande upphörde inte med SDP-supportrarnas utträde. Vid kongressen i december 1921 beslutades att överföra förbundets verksamhet till det tidigare etablerade SSTP-kvinnosekretariatet, som, även det bestod av ledarna för kvinnoförbundet. Organisationen förändrades inte så mycket förrän myndigheterna stängde den 1923, och det fanns ett starkt stöd bland medlemmarna för sina egna kvinnoförbund. Vid riksdagsvalet 1922 nominerade Finlands socialdemokratiska kvinnoförening kandidater till en SSTP-ledd samlingslista, av vilka sex stycken blev inröstade.

## Tidskrifter
Redan vid arbetarkvinnoförbundets konstituerande möte diskuterades upprättandet av en egen tidskrift, men detta kom att ta flera år för att realiseras. 1902 publicerades ett nummer av tidningen Yhteistyöhön (svenska: Kooperativ), men Överstyrelsen för pressärendena, som förhandsgranskade böcker och tidningar, avslog utgivningstillstånd. Förbundet tvingades nöja sig med tillfälliga publikationer, tills 1905 när Palvelijatarlehti (svenska: Tjänarinnebladet) startades med Miina Sillanpää som redaktör, och vilken i själva verket var en facktidskrift för hembiträden, men namnet ändrades till Työläisnainen  (svenska: Arbetarkvinnan) året därpå. Ett kooperativ inrättades för att publicera tidningen. Arbetarkvinnan gavs ut en gång i veckan, tills första världskriget avbröt utgivningen. Tidningen dök upp igen några gånger i årsskiftet 1917–1918, men inbördeskriget orsakade återigen ett uppehåll, och nästa nummer såg dagens ljus först i december 1919. Därefter gavs tidningen regelbundet ut till slutet av 1923.

## Ordföranden
- 1900–1902 Ida Ahlstedt
- 1902–1905 Hilja Pärssinen
- 1905–1906 Anni Huotari
- 1906–1907 Hilja Pärssinen
- 1907–1909 Mimmi Puolakka
- 1909–1913 Sandra Lehtinen
- 1913–1916 Miina Sillanpää
- 1916–1918 Ida Ahlstedt
- 1918–1920 Elin Fagerholm

## Sekreterare
- 1900–1902 Maria Laine
- 1902–1905 Anni Huotari
- 1905–1906 Hilja Pärssinen
- 1906–1907 Jenny Kilpiäinen
- 1907–1913 Aura Kiiskinen
- 1913–1914 Hilda Herrala
- 1914–1916 Aino Pesonen
- 1916–1918 Sandra Lehtinen
- 1918–1919 Lily Eronen
- 1919– Hilda Seppälä